# Atlético Nacional
Atlético Nacional is een Colombiaanse voetbalclub uit Medellín.
De club werd officieel opgericht in 1947 als Atlético Municipal, hoewel voorlopers van de club al vanaf 1942 meestreden in verschillende competities. In 1950 werd de huidige naam aangenomen. Atlético Nacional was in 1989 de eerste Colombiaanse club die erin slaagde de Copa Libertadores te winnen. In 1995 werd opnieuw de finale bereikt. Daarnaast wist de club tienmaal landskampioen te worden. De traditionele rivaal van Atlético Nacional is Independiente Medellín. In 2016 won de club voor de tweede keer de Copa Libertadores, ditmaal onder leiding van trainer-coach Reinaldo Rueda. Over twee duels was de club te sterk voor CSD Independiente del Valle uit Ecuador. In het tweede en beslissende duel, gespeeld op 27 juli, won Atlético met 1-0 dankzij een treffer van Miguel Borja. Het eerste duel was geëindigd in een 1-1 gelijkspel.
Atlético dankte de sportieve opmars aan het einde van de jaren tachtig voor een groot deel aan de roemruchte drugsbaron Pablo Escobar, die afkomstig was uit Atlético's thuisstad Medellín. Hij bouwde een reusachtig drugsimperium op in de jaren tachtig. Op het hoogtepunt van zijn macht had hij 80 procent van de wereldwijde drugstoevoer naar de Verenigde Staten in handen. Fortune en Forbes plaatsten hem op de lijst van tien rijkste mensen ter wereld. Escobar had niet alleen een passie voor geweld en voetbal, de sport bood hem ook de kans om miljoenen aan drugsgelden wit te wassen. Dankzij deze combinatie van witwaspraktijken, drugstransport (narcotransport), geweld én voetbal ontstond de term "narcovoetbal".
Escobar wist Zuid-Amerikaanse voetbalgrootheden naar Colombia te halen en zorgde ervoor dat nationale talenten voor zijn favoriete club gingen spelen. Gloriejaren voor die club, en het gehele Colombiaanse voetbal, braken aan. Atlético Nacional werd in 1991 voor het eerst sinds 1981 weer nationaal kampioen en wist in 1989 als eerste Colombiaanse ploeg ooit de Copa Libertadores te winnen. Atlético Nacional werd in 2017 door de IFFHS uitgeroepen tot The World's Club Team of the Year van 2016.
Eind 2016 zou de club de finale van de Copa Sudamericana spelen tegen Chapecoense. De selectie van Chapecoense verongelukte echter op 28 november 2016 met het vliegtuig.

## Erelijst
| Internationaal        |     | |
| CONMEBOL Libertadores | 2x  | 1989, 2016 |
| CONMEBOL Recopa       | 1x  | 2017 |
| Copa Interamericana   | 2x  | 1989, 1995 |
| Copa Merconorte       | 2x  | 1998, 2000 |
| Nationaal             |     | |
| Categoría Primera A   | 17x | 1954, 1973, 1976, 1981, 1991, 1994, 1999, 2005-I, 2007-I, 2007-II, 2011-I, 2013-I, 2013-II, 2014-I, 2015-II, 2017-I, 2022-I |
| Copa Colombia         | 6x  | 2012, 2013, 2016, 2018, 2021, 2024                                                                                          |
| Superliga Colombiana  | 2x  | 2012, 2016 |

## Stadion
Atlético Nacional speelt zijn thuiswedstrijden net als Independiente Medellín in het Estadio Atanasio Girardot. Het stadion biedt plaats aan 53 000 toeschouwers en werd in 1953 in gebruik genomen. Het stadion is vernoemd naar Atanasio Girardot, een verzetsstrijder afkomstig uit Medellín. Op 5 juni 1986 hield Paus Johannes Paulus II een toespraak in het stadion.

## Kampioensteams
- 1954 — Humberto Álvarez, Casimiro Avalos [Par], Ignacio Calle, Ovidio Casartelli [Par], Hernán Escobar Echeverry, Carlos Alberto Gambina [Arg], Nicolás Gianastasio [Arg], Julio Gaviria, Gabriel Mejía, Atilio Miotti [Arg], Domingo Alberto Pepe [Arg], Julio Ulises Terra [Uru], Hugo Yepes, Darío Zapata, Miguel Angel Zazzini [Arg]. Trainer-coach: Fernando Paternóster [Arg].

- 1973 — Abel Álvarez, Teófilo Campaz, Víctor Campaz, Jorge Hugo Fernández, Tito Manuel Gómez [Arg], Hugo Horacio Lóndero [Arg], Francisco Maturana, Gerardo Moncada, Raúl Ramón Navarro [Arg], Gustavo Santa, Gilberto Salgado, Alvaro Suárez, Gentil Serpa. Trainer-coach: César López Fretes [Par].

- 1976 — Edgar Angulo, Ramón César Bóveda [Arg], Iván Darío Castañeda, Miguel Ángel López [Arg], Francisco Maturana, Raúl Ramón Navarro [Arg], Jorge Olmedo Méndez [Arg], Jorge Ortíz, Jorge Peláez, Eduardo Raschetti [Arg], Eduardo Retat, Gilberto Salgado, Eduardo Vilarete. Trainer-coach: Osvaldo Juan Zubeldía [Arg]

- 1981 — Lorenzo Carrabs [Uru], Iván Darío Castañeda, César Cueto [Per], Héctor Darío Dragonetti [Arg], Juan Jairo Galeano, Gabriel Gómez, Hernán Darío Gómez, Hernán Darío Herrera, Pedro Juan Ibargüen, Guillermo La Rosa [Per], Luis Fernando López, Víctor Luna, Carlos Maya, Norberto Peluffo, Lorenzo Porras, Carlos Ricaurte, Pedro Sarmiento, Eduardo Vilarete. Trainer-coach: Osvaldo Juan Zubeldía [Arg].

- 1991 — Jaime Arango, Níver Arboleda, Víctor Aristizábal, Faustino Asprilla, Geovanis Cassiani, Héctor Cortina, Andrés Escobar, Luis Fajardo, Omar Franco, Juan Jairo Galeano, Alexis García, Hernán Gaviria, Gabriel Gómez, Luis Fernando Herrera, René Higuita (tot juli), Diego Osorio, José Ricardo Pérez, José Fernando Santa, Mauricio Serna, León Villa. Trainer-coach: Hernán Darío Gómez.

- 1994 — Carlos Mario Álvarez, Jaime Arango, Víctor Aristizábal, Marco Barrios, Edgar Cataño, Daladier Cevallos, Alex Comas, Alexis García, Hernán Gaviria, Luis Fernando Herrera, René Higuita, Robinson Martinez, Víctor Marulanda, Neider Morantes, Ramón Moreno, Milton Patiño, Nixon Perea, José Fernando Santa, Mauricio Serna, Oscar Suárez, Juan Villa, Carlos Zapata. Trainer-coach: Juan José Pelaez.

- 1999 — Diego Alzate, Libardo Aranda, Miguel Ángel Calero, Elkin Calle, Carlos Castro, Walter Escobar, Andrés Estrada, John Fredy Gómez, Fredy Grisales, Juan Carlos Holguín, Oscar Londoño, Oswaldo Mackenzie, Víctor Marulanda, Neider Morantes, John Jailer Moreno, León Darío Muñoz, Wilmer Ortegón, Everth Palacios, Milton Patiño, Dúmar Rueda, Hugo Tuberquia, Carlos Valencia, Samuel Venegas, Carlos Vilarete. Trainer-coach: Luis Fernando Suárez.

## Bekende (oud-)spelers
- Juan Pablo Ángel
- Faustino Asprilla
- Benjamín Cardona
- Iván Córdoba
- Andrés Escobar
- Alexis García
- René Higuita
- Iván Hurtado
- Víctor Ibarbo
- David Ospina
- Norberto Peluffo
- Jorge Porras
- Eduardo Retat
- Davinson Sánchez
- Pedro Sarmiento
- Juan Camilo Zúñiga